# Galloway Township
Pour les articles homonymes, voir Galloway (homonymie).
Galloway Township est une municipalité américaine située dans le comté d'Atlantic au New Jersey.
Lors du recensement de 2010, sa population est de 37 349 habitants. La municipalité s'étend sur 115,21 milles carrés (298,39 km2), dont 26,14 milles carrés (67,7 km2) d'étendues d'eau.
Le lieu est habité depuis 8 000 ans par le peuple des Lenapes. Le township de Galloway est créé en avril 1774 par charte royale et devient une municipalité en février 1798. Il est probablement nommé en l'honneur de Joseph Galloway,.